# DeSPIRIA
deSPIRIA (izv. jap. デスピリア) je računalna igra uloga za igraću konzolu Dreamcast.

## Radnja
Japan. Godina je 2092. Prošle su dvadeset i dvije godine otkako je završio Treći svjetski rat, nazvan Rat psalama, u kojem su izginule dvije trećine čovječanstva. Znatan dio preživjelih zbog korištenja velikih količina biološkog oružja trajno je obolio i mutirao. Iz pepela rata iznikla je moćna organizacija pod imenom Crkva koja vlada Japanom. Agentica Crkve Allure Valentine koja je obdarena sposobnošću izvanosjetilnog opažanja, vozeći se podzemnim vlakom da izvrši atentat na člana rivalne organizacije, doživljava prometnu nesreću i odluči istražiti njen uzrok.

## Način igre
deSPIRIA je igra iz prvog lica, a borba je na poteze. Posebnost deSPIRIE jest da se igrač ne sukobljava fizički sa svojim neprijateljima, nego ulazi u njihove umove gdje se odvija stvarna bitka. Igraču pomažu tzv. 'umovi', prizvana čudovišta koja liječe igrača ili napadaju njegove neprijatelje.

## Vanjske poveznice
Službena stranica igre deSPIRIA,, wayback arhiva (na japanskom jeziku)